# Помилка Отелло
Помилка Отелло виникає, коли підозрілий спостерігач нехтує ознаками правдивості. По суті, помилка Отелло виникає, як стверджує Пол Екман, «коли ловець брехні не враховує, що правдива людина, яка перебуває в стані стресу, може виглядати як та, що бреше»,  їхні невербальні сигнали виражають занепокоєння щодо можливості того, що йому не повірять. Таким же чином можна обдурити детектор брехні або поліграф, неправильно витлумачивши нервові сигнали правдивої людини. Помилка названа на честь трагічної п'єси Вільяма Шекспіра « Отелло »; динаміка між двома головними героями, Отелло та Дездемоною, є особливо відомим прикладом помилки на практиці.

## Історія
Фраза помилка Отелло вперше була використана в книзі «Брехати» Пола Екмана в 1985 році. Назва була придумана з п’єси Шекспіра «Отелло», яка є «чудовим і відомим прикладом»  того, що може статися, коли страх і страждання під час конфронтації не є сигналом обману. У п’єсі  Отелло помилково вірить, що його дружина Дездемона зраджує йому з іншим чоловіком. Під час зіткнення з нею вона плаче і заперечує це, усвідомлюючи, що ревнивий чоловік сприйме її вигляд як доказ провини. Бачачи емоційні страждання своєї дружини, Отелло ігнорує альтернативні, невинні пояснення, як-от можливість того, що вона не кохала іншого, і вбиває її, оскільки його упередження вплинули на його спостереження та, отже, на його судження.
Отелло зробив помилку, припустивши, що він розуміє джерело страждань Дездемони. Він припустив, що ридання його дружини під час зустрічі були ознакою її провини; він не розумів, що її горе коренилося не в провині, а в її усвідомленні того, що немає способу переконати чоловіка у своїй невинності.

## Теорія міжособистісного обману
Теорія міжособистісного обману — це фундаментальний обман, який може виникнути між двома (чи більше) людьми віч-на-віч, і саме це породжує помилку Отелло. Девід Буллер і Джуді Бургун створили цю теорію після 25 експериментів, у яких вони просили одного учасника спробувати обдурити іншого. Вони дійшли висновку, що люди часто говорять речі, які не є правдою, «щоб не заподіяти болю чи образи іншій людині, підкреслити її найкращі якості, уникнути конфлікту або прискорити чи уповільнити стосунки». Слідуючи прикладу інших, хто вивчає словесний обман, Буллер і Бургун називають ці три стратегії фальсифікацією, приховуванням і двозначністю. Ці три відрізняються тим, що фальсифікація створює вигадку, приховування приховує таємницю, а двозначність ухиляється від проблеми, але всі три є типами обману. 
Буллер і Бургун вважають, що помилка Отелло типова для більшості взаємодій, де чесність є проблемою. Їхня теорія пояснює, чому виявлення обману (і виявлення правди) — справа безперервна. Можна повірити, що хтось бреше, коли він не був таким, або можна повірити в його брехню, коли він обманює.

## Після 9/11
Помилка була найбільш детально вивчена після 11 вересня . Багато співробітників правоохоронних органів були у стані підвищеної готовності до майбутніх атак і швидко вказували пальцем на «підозрілих» осіб. Процес визначення того, хто є потенційним підозрюваним, називався «Системою кодування дій обличчя» , яка є системою для класифікації рухів обличчя людини за їх зовнішнім виглядом на обличчі, заснована на системі, спочатку розробленій шведським анатомом на ім'я Carl-Herman Hjortsjö.  Пізніше його прийняли Пол Екман і Уоллес В. Фрізен і опублікували в 1978 році. Однак у ситуації, коли не лише правоохоронні органи, а й широка громадськість стурбовані та старанні, існує велика ймовірність того, що помилки Отелло проникнуть у реальний світ. В огляді цих практик Ленесе Герберт зазначено, що інвазивне візуальне дослідження облич і виразів обличчя для цілей правоохоронних органів під виглядом захисних адміністративних обшуків неефективно захищає національну безпеку та безпеку в аеропортах і порушує розумні очікування приватності. Система кодування дій обличчя неналежним чином надає необґрунтовану  науково санкцію на урядову діяльність, яка приховує расові та етнічні упередження урядових агентів, що призводить до націлювання на обличчя меншин як на провісники небезпеки». 

## Детектори брехні
Детектори брехні використовують методи опитування в поєднанні з технологіями для вимірювання реакції людини на ці подразники, щоб спробувати з’ясувати, бреше ця особа чи говорить правду. Найдавнішим і досі найчастіше використовуваним заходом є тест на поліграфі. Поліграф, який в народі називають детектором брехні, вимірює та записує кілька фізіологічних показників, таких як артеріальний тиск, пульс, дихання та провідність шкіри, у той час як об’єкт запитують і відповідає на низку запитань. Зараз поліграф використовується в 19 штатах США. Використання поліграфа під час дачі свідчень у суді залишається суперечливим, і жоден суддя не може змусити свідка пройти тест, хоча він широко використовується під час нагляду після засудження, особливо щодо сексуальних злочинців. Причиною того, що тест є суперечливим, і причиною того, що тести на детекторі брехні є фундаментально хибними, є помилка Отелло: особливо емоційний, розлючений або засмучений суб’єкт дає такі ж результати, як і ймовірний брехун. У книзі Екмана «Говорити неправду» є розділ, присвячений використанню поліграфа, в якому він обговорює елемент «страху» та зазначає: «Суворість покарання вплине на страх правдивої людини бути неправильно оціненим так само, як і на страх брехливої людини перед бути поміченим — обидва страждають від однакових наслідків». 
Спроби подолати це, такі як техніка порівняння Матте-Квадрі, яка враховує в системі страх невинного випробуваного перед терором і кількісно оцінює результати, отже звертаючись до фізіологічних реакцій, викликаних цією емоцією, зустріли скептицизм.

## Потенційні рішення
Ловець брехні повинен докласти зусиль, щоб розглянути можливість того, що ознака емоцій є не підказкою до обману, а підказкою до того, як почувається правдива людина, підозрюючи її у брехні. Аналізуючи мову тіла іншої людини, необхідно з’ясувати, чи ознакою емоцій є страх бути спійманим на брехні чи страх бути помилково звинуваченим і негативно засудженим. Ловець брехні повинен оцінити як емоції, які відчуватиме підозрюваний, якщо він бреше, так і, рука об руку, чи він правдивий. Подібно до того, як не всі брехуни будуть відчувати всі можливі почуття щодо брехні, не всі правдиві люди будуть відчувати всі можливі почуття щодо підозри.
Це складно і вимагає від ловця брехні попередніх знань про підозрюваного та про емоції, які він передає під різними видами тиску. Ловець брехні повинен знати емоційні характеристики підозрюваного, щоб вони усвідомлювали, які емоції вони передають, коли їх підозрюють у неправомірних діях, а не коли вони насправді вчинили не так. Не кожен відчуває страх, провину, злість тощо, коли дізнається, що його підозрюють у неправомірних діях або брехні. Частково це залежить від особистості підозрюваного.

## Подальше читання
- Bond, Charles F.; Fahey, William E. (1987). False suspicion and the misperception of deceit. British Journal of Social Psychology. 26 (1): 41—46. doi:10.1111/j.2044-8309.1987.tb00759.x.